# Puffinus yelkouan

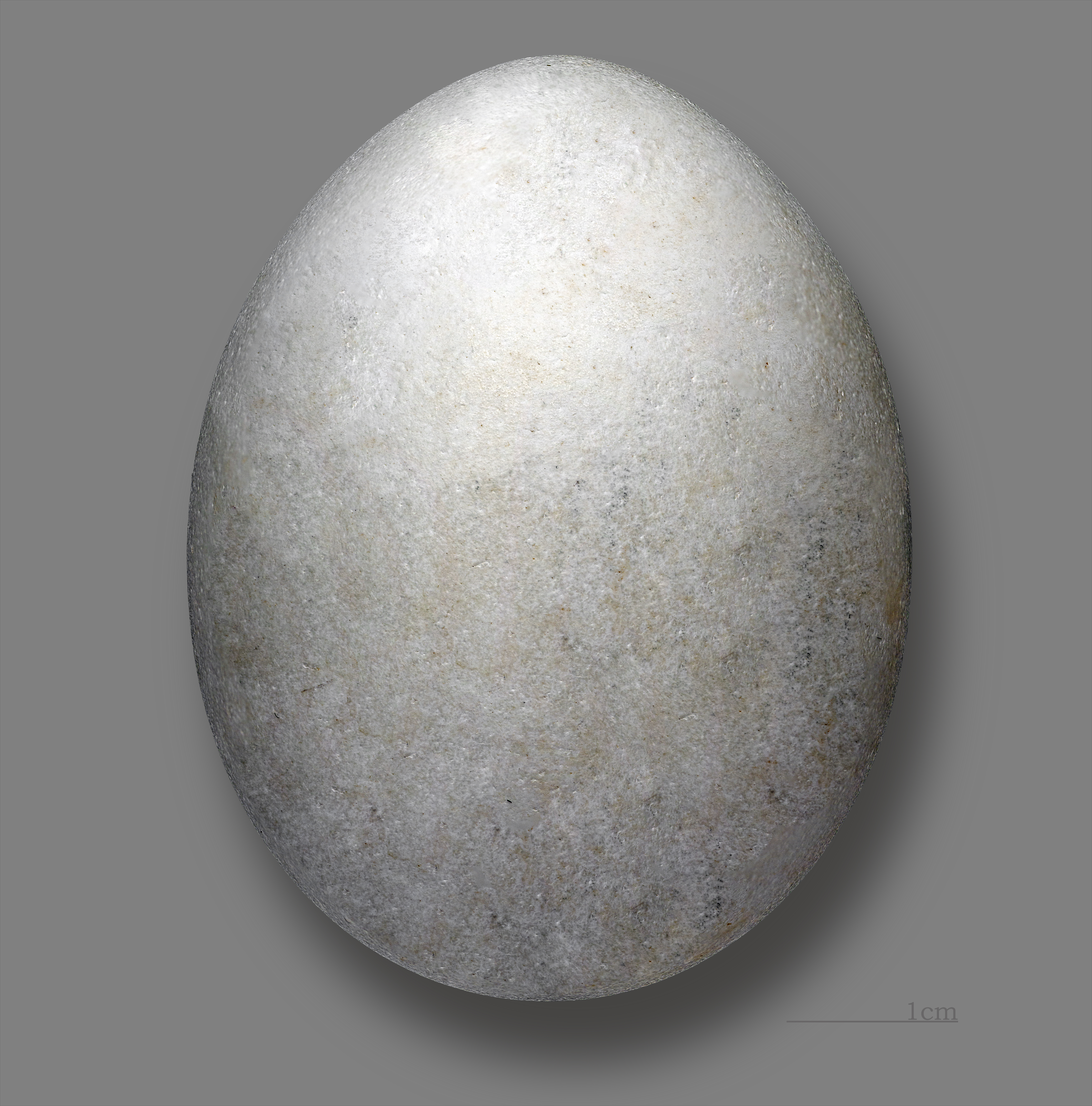
Trứng.

Puffinus yelkouan là một loài chim trong họ Procellariidae.